# دهستان آدران
دهستان آدران دهستانی در بخش آسارا شهرستان کرج، استان البرز در ایران است.
براساس سرشماری مرکز آمار ایران در سال ۱۳۸۵، جمعیت آن ۸۹۹۵ نفر (۲۶۸۱ خانوار) بوده‌است. براساس سرشماری سال ۱۳۹۰ جمعیت روستای ارنگه بزرگ ۳۰۲ نفر (۱۰۰ خانوار) بوده‌است.